# Gianfranco Motta
Gianfranco Motta (Vimercate, 22 luglio 1950) è un allenatore di calcio ed ex calciatore italiano, di ruolo difensore.

## Carriera

### Giocatore
Terzino, esordì in Serie C con il Lecco nella stagione 1970-71; con la squadra bluceleste giocò per cinque stagioni, ottenendo una promozione in Serie B nel 1971-72, immediatamente seguita dalla retrocessione della stagione successiva.
Nel 1975 passò al Pescara e con gli abruzzesi conquistò due promozioni in Serie A (stagioni 1976-1977 e 1978-1979) e  debuttò in A nel l'11 settembre 1978 in occasione della sconfitta interna contro il Napoli nel campionato 1977-1978, chiuso dai biancoazzurri all'ultimo posto.
Dopo la seconda promozione fu ceduto al Monza, con cui disputò due campionati di Serie B e uno di Serie C1, nel quale (stagione 1981-1982) ottenne l'immediato ritorno fra i cadetti.
Chiuse con il calcio giocato nel 1985 dopo tra stagioni fra C2 e C1 con il Pavia.
In carriera ha totalizzato 24 presenze in Serie A e 208 in Serie B.

### Allenatore
Dopo i buoni esordi tra i dilettanti lombardi sulle panchine di Missaglia e Pro Lissone, nel 1988-89 fu ingaggiato dalla Pro Sesto, che guidò a un'immediata promozione in Serie C1, mantenendo la categoria nelle stagioni successive. Sedette poi sulla panchina della Pro Patria nella prima parte della stagione 2001-02, che vide al termine i biancoblù promossi in C1 dopo i play-off, disputati sotto la guida di Carlo Muraro.
Ottenne altre due promozioni in C1, nel 2004-05 con la Pro Sesto e nel 2006-07 con il Legnano. Dall'aprile del 2007 all'ottobre del 2008, ha allenato il Lecco. Da ottobre 2008 a giugno 2009 ha allenato la Pro Vercelli, in Lega Pro Seconda Divisione; sino all'aprile del 2010 ha allenato, nella medesima categoria, la Pro Belvedere. Il 30 marzo 2011 divenne allenatore dell'A.C. Monza Brianza 1912, squadra di Lega Pro Prima Divisione e guidò la squadra brianzola fino al 9 maggio 2012 quando venne esonerato.

## Palmarès

### Giocatore
- Campionato italiano Serie C: 1

Lecco: 1971-1972 (girone A)
- Campionato italiano Serie C2: 1

Pavia: 1983-1984 (girone B)

### Allenatore

#### Competizioni regionali
- Promozione: 1

Pro Lissone: 1986-1987

#### Competizioni nazionali
- Campionato italiano Serie C2: 2

Pro Sesto: 2004-2005 (girone A)
Legnano: 2006-2007 (girone A)